# Cantó de Champdeniers-Saint-Denis
El cantó de Champdeniers-Saint-Denis és un cantó francès del departament de Deux-Sèvres, situat al districte de Niort. Té 9 municipis i el cap és Champdeniers-Saint-Denis.

## Municipis
- Champdeniers-Saint-Denis
- Cours
- Germond-Rouvre
- La Chapelle-Bâton
- Pamplie
- Saint-Christophe-sur-Roc
- Sainte-Ouenne
- Surin
- Xaintray

## Història
| Data d'elecció                           | Identitat            | Partit                        | Qualitat |
| ---------------------------------------- | -------------------- | ----------------------------- | -------- |
| 1945-196.                                | M. Ricochon          | RGR                           |          |
| 196.-1992                                | M. Bizard            | Divers droite, després UDF    |          |
| 1992-1998                                | Jeanne-Marie Bizard  | UDF-PR, després divers droite |          |
| 1998-2011                                | Didier Deléchat      | Divers gauche, després PS     |          |
| 2011-                                    | Jean-François Ferron | PS                            |          |
| les dades anteriors no són pas conegudes |                      |                               |          |
|                                          |                      |                               |          |

## Demografia
| A partir de 1990: Població sense dobles comptes |